# Sainte-Anne-Saint-Priest
Sainte-Anne-Saint-Priest (tiếng Occitan: Senta Anna-Sent Príech) là một xã của tỉnh Haute-Vienne, thuộc vùng Nouvelle-Aquitaine, miền trung nước Pháp.